# Faido
Faido (lyssna (fil), äldre tyskt namn: Pfaid) är en ort och kommun i kantonen Ticino i Schweiz. Kommunen har 2 753 invånare (2023).
Faido är huvudort i distriktet Leventina.
Kommunen har vuxit vid tre tillfällen. Den 29 januari 2006 inkorporerades kommunerna Chiggiogna, Rossura och Calonico. Den 1 april 2012 tillkom Anzonico, Calpiogna, Campello, Cavagnago, Chironico, Mairengo och Osco. Den 10 april 2016 tillkom Sobrio.